# Povești din folclorul maghiar
Povești din folclorul maghiar (în maghiară Magyar Népmesék) este un serial de televiziune animat produs de Pannónia Filmstúdió. Primul episod a fost difuzat în anul 1980. 
Serialul prezintă câte o poveste populară din folclorul tradițional maghiar în fiecare episod. Unele episoade împrumută personaje și povestiri din folclorul românesc (ardelenesc).

## Legături externe
- hu Episoade pe Youtube